# Frankenfels
Frankenfels ist eine Marktgemeinde mit 1862 Einwohnern (Stand 1. Jänner 2025) im Bezirk St. Pölten in Niederösterreich.

## Geografie
Die Marktgemeinde liegt im Mostviertel in Niederösterreich, im Pielachtal.
Die Fläche der Marktgemeinde umfasst 56,11 Quadratkilometer, an der Pielach selbst, am Nattersbach und am Weißenbach, zwei ihrer linken Nebenbäche.
57,34 Prozent der Fläche sind bewaldet.

### Gemeindegliederung
Das Gemeindegebiet umfasste bis 2020 folgende 19 Ortschaften: Falkensteinrotte samt Redtenbach, Fischbachmühlrotte, Frankenfels, Grasserrotte, Gstettengegend, Hofstadtgegend, Karrotte, Laubenbachgegend, Lehengegend, Markenschlagrotte, Ödrotte, Pernarotte, Pielachleitengegend, Rosenbühelrotte, Taschlgrabenrotte, Tiefgrabenrotte, Übergangrotte, Weißenburggegend samt Weißenburg und Wiesrotte. Mit 2020 besteht die Gemeinde nur noch aus einer Ortschaft.
Die Gemeinde besteht nur aus der Katastralgemeinde Frankenfels.
Zählsprengel sind Frankenfels-Zentralgebiet (Frankenfels, Teile von Hofstadtgegend, Lehengegend und Rosenbühelrotte) und Frankenfels-Umgebung (Rest der Gemeinde).

## Geschichte
Im 11. Jahrhundert machten bairische Siedler das Land unter der Enns urbar. In diese Zeit fällt auch die Besiedelung des Gebietes rund um Frankenfels und des Oberen Pielachtales. Die Bajuwaren trafen damals schon vereinzelt auf Slawen, einheimische Namen wie Gillus, Zigga, Perna und andere bekräftigen diese These.
Um 1300 verkaufte Konrad Sommerauer von Wallsee Landbesitz an Erzherzog Albrecht als das Land rund um Franchenvels, das heutige Frankenfels. In diesem Dokument sind schon viele Flurnamen, die heute noch im Katasterplan vermerkt sind, festgehalten. Ein Großteil der heute noch bewirtschafteten Bauernhöfe fanden im Urbar von Wallsee aus dem Jahr 1449 ihre erste urkundliche Erwähnung.
Die Einteilung der Region in Rotten besteht seit 1629.
1596/97 scharte der Puchenstubener Wirt Christian Haller auch viele Bauern aus Frankenfels zum Kampf gegen die Grundherrn um sich. Der Aufstand, ausgelöst durch die unerträglich gewordenen Steuerbelastungen, wurde nach schweren Kämpfen niedergeschlagen. Viele mussten dabei ihr Leben lassen.
Im 16. und 17. Jahrhundert gewann Frankenfels, vor allem durch das Wirken der Weißenburger Adelsfamilie Tattenbach, an wirtschaftlicher und sozialer Bedeutung.
Um 1630 folgte die Einteilung in die heute noch in Verwendung stehende Gliederung der Rotten und Gegenden.
Die Verleihung des Marktrechtes an Frankenfels um 1655 krönte dieses Bestreben. Damit verbunden war auch, dass der Dorfrichter ausgedient hatte und ab diesem Zeitpunkt ein Marktrichter (mit wesentlich mehr Rechten gegenüber einem Dorfrichter) fungierte. Der erste Marktrichter war Leonhard Binder, Besitzer des Objektes Markt 3 von 1630 bis 1654 – der Zeitraum als Tätigkeit des Marktrichters ist nicht genau festzustellen. Es folgten die Marktrichter Andre Clauser vom Ober-Schrambach (? – 1659), Hanß Clauser von der Grassermühle (1660 – 1662) und Wolff Prinz vom Großhaus – Markt 10 (1663 – 1672) usw. Da bei der Vertreibung der Adelsfamilie Tattenbach (wegen Beharrens auf dem protestantischen Glauben) alle Aufzeichnungen verschwunden sind, ist der genaue Zeitpunkt der Verleihung des Marktrechtes unbekannt. Zu diesem Zeitpunkt erfolgte eine Aufzeichnung des Ist-Bestandes. Daher wird in den meisten Fällen das Jahr 1655 als urkundliche Erwähnung des Marktrechtes genannt.
Die Hausnummerierungen und die ersten Pläne zur Katastermappe (Josefinischer Kataster – nach Josef II. benannt) wurden zwischen 1770 und 1787 erstellt.

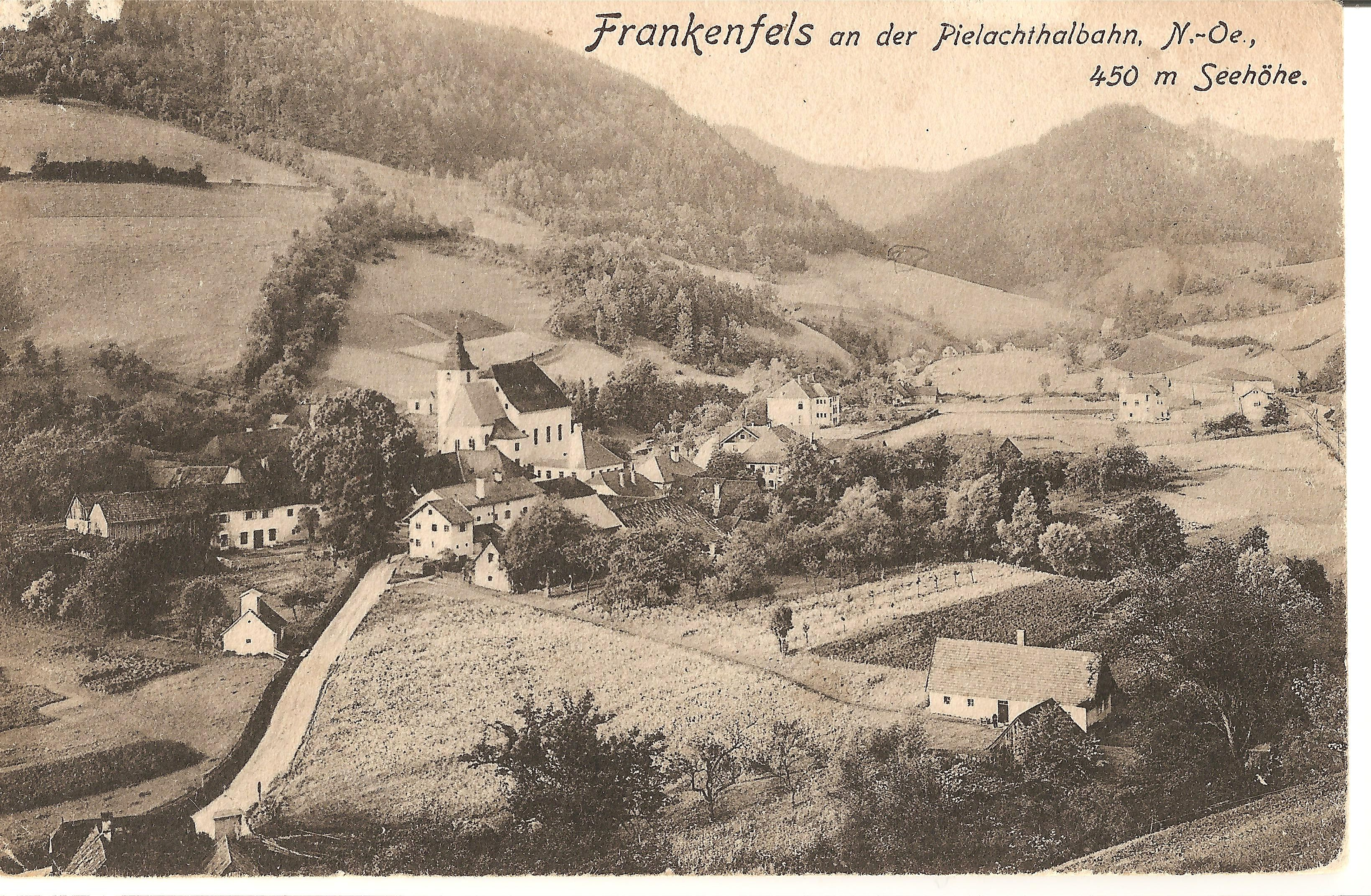
Frankenfels um 1908

Mit der Eröffnung des zweiten Abschnittes der Mariazellerbahn erhielt Frankenfels einen Anschluss an das Eisenbahnnetz. Laut Adressbuch von Österreich waren im Jahr 1938 in der Marktgemeinde Frankenfels ein Arzt, ein Bäcker, zwei Eisenwarenhändler, ein Fleischer, drei Gastwirte, zwei Gemischtwarenhändler, ein Schlosser, eine Schneiderin und ein Wagner ansässig.
2015 war Frankenfels einer der Hauptaustragungsorte der Niederösterreichischen Landesausstellung unter dem Titel ÖTSCHER:REICH – Die Alpen und wir.
Bei dem hundertjährlichen Hochwasser 2024 gab es in der Gemeinde Frankenfels rund 100 Hangrutschungen.

### Einwohnerentwicklung
Nach einem starken Bevölkerungszuwachs in der zweiten Hälfte des 20. Jahrhunderts geht die Einwohnerzahl seit dem Jahr 2000 wieder leicht zurück.
| Frankenfels: Einwohnerzahlen von 1869 bis 2025      | Frankenfels: Einwohnerzahlen von 1869 bis 2025 | Frankenfels: Einwohnerzahlen von 1869 bis 2025 | Frankenfels: Einwohnerzahlen von 1869 bis 2025 | Frankenfels: Einwohnerzahlen von 1869 bis 2025 |
| --------------------------------------------------- | ---------------------------------------------- | ---------------------------------------------- | ---------------------------------------------- | ---------------------------------------------- |
| Jahr                                                |                                                |                                                |                                                | Einwohner                                      |
| 1869                                                | 1869                                           |                                                | 1.461                                          | 1.461                                          |
| 1880                                                | 1880                                           |                                                | 1.522                                          | 1.522                                          |
| 1890                                                | 1890                                           |                                                | 1.485                                          | 1.485                                          |
| 1900                                                | 1900                                           |                                                | 1.446                                          | 1.446                                          |
| 1910                                                | 1910                                           |                                                | 1.552                                          | 1.552                                          |
| 1923                                                | 1923                                           |                                                | 1.641                                          | 1.641                                          |
| 1934                                                | 1934                                           |                                                | 1.651                                          | 1.651                                          |
| 1939                                                | 1939                                           |                                                | 1.648                                          | 1.648                                          |
| 1951                                                | 1951                                           |                                                | 1.732                                          | 1.732                                          |
| 1961                                                | 1961                                           |                                                | 1.826                                          | 1.826                                          |
| 1971                                                | 1971                                           |                                                | 1.989                                          | 1.989                                          |
| 1981                                                | 1981                                           |                                                | 2.026                                          | 2.026                                          |
| 1991                                                | 1991                                           |                                                | 2.118                                          | 2.118                                          |
| 2001                                                | 2001                                           |                                                | 2.187                                          | 2.187                                          |
| 2011                                                | 2011                                           |                                                | 2.040                                          | 2.040                                          |
| 2021                                                | 2021                                           |                                                | 1.926                                          | 1.926                                          |
| 2025                                                | 2025                                           |                                                | 1.862                                          | 1.862                                          |
| Quelle(n): Statistik Austria, Gebietsstand 1.1.2021 |                                                |                                                |                                                |                                                |

## Politik

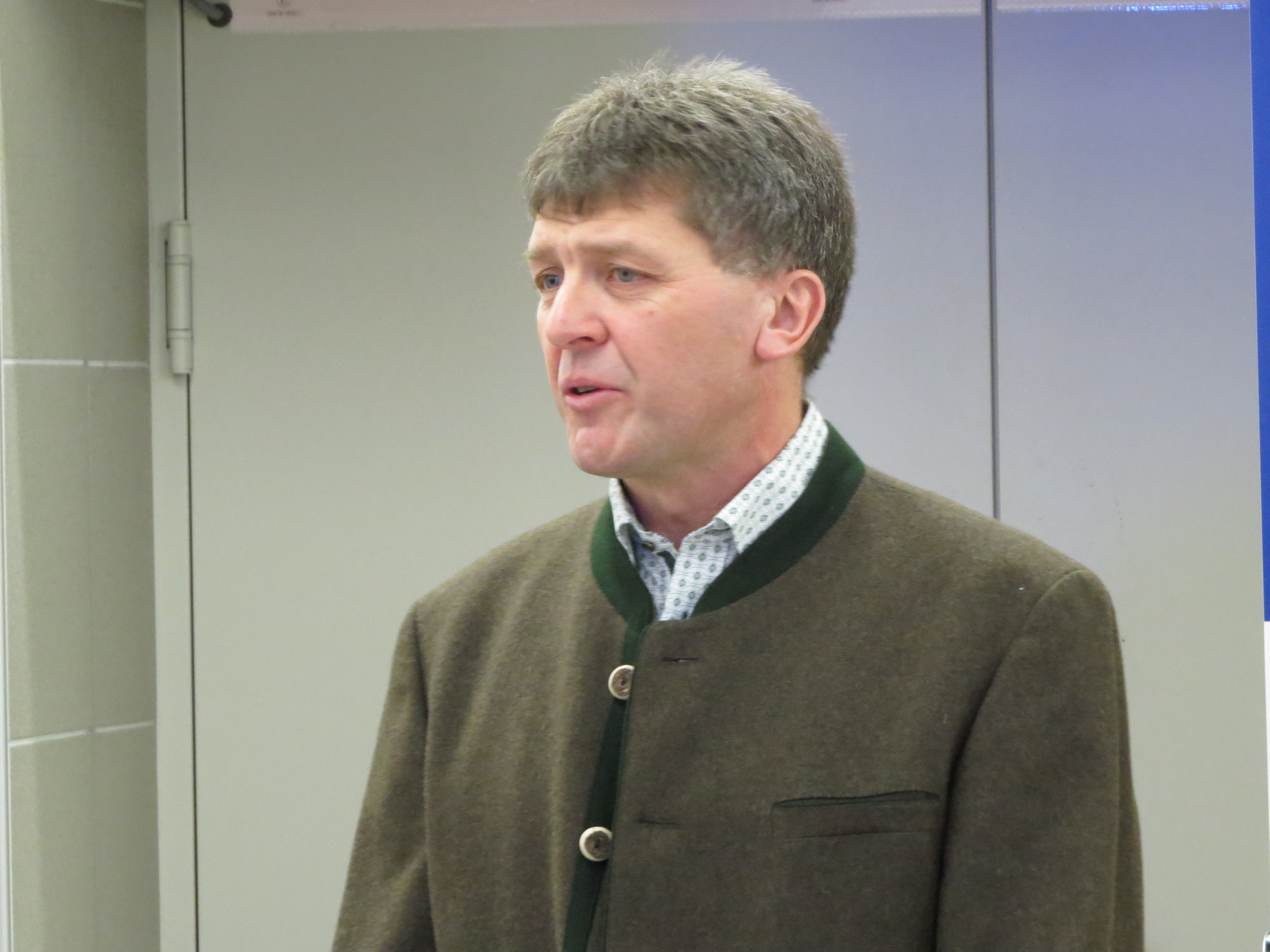
Bürgermeister Herbert Winter (2022)

### Gemeindevertretung
- ÖVP: 15
- SPÖ: 5
- FPÖ: 1

Im Gemeinderat gibt es bei insgesamt 21 Sitzen nach der Gemeinderatswahl vom 26. Jänner 2020
- 15 Mandate Österreichische Volkspartei (ÖVP)
- 05 Mandate Sozialdemokratische Partei Österreichs (SPÖ)
- 01 Mandate Freiheitliche Partei Österreichs (FPÖ)

Bürgermeister der Marktgemeinde ist Herbert Winter (ÖVP).

### Bürgermeister

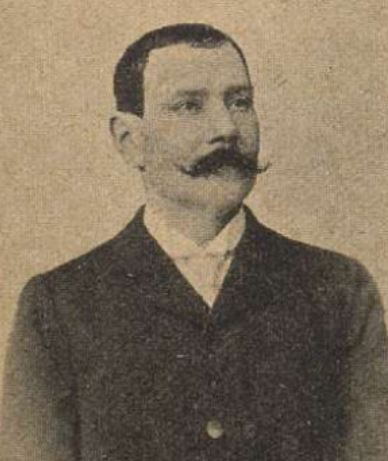
Leopold Wieder, Bürgermeister von Frankenfels von ca. 1906–1918 (Aufnahme um 1900, Ausschnitt vom Österreichischen Bürgermeister-Almanach 1848–1908)

- Josef Pögner (1830–1889), Gastwirt am Neuhaus, Krämer, Expedient sowie Feuerwehrgründer und -kommandant, 1867–1889
- Franz Fahrngruber (1850–1891), Wirtschaftsbesitzer in der Schmeisselmühle, 1889–1890
- Josef Fahrnberger (1849–1922), Wirtschaftsbesitzer am Fuchsstein, 1890–1891
- Josef Schafhuber (1851–1909), Gastwirt in der Taverne am Steg, 1891–1900
- Anton Pögner (1871–1926), Gastwirt und Kaufmann am Neuhaus, 1900–1906
- Leopold Wieder (1859–1933), Wirtschafts- und Mühlenbesitzer in der Schmeisselmühle, 1906–1918
- Josef Schagerl (1868–1946), Wirtschaftsbesitzer in der Pielachleiten, 1918–1929
- Josef Niederer (1884–1956), Wirtschaftsbesitzer am Unter-Massing, 1929–1938
- Leopold Friewald (* 1897), Lehrer, 1938
- Franz Labner (1894–1984), Gutsverwalter, 1938–1945
- Josef Niederer (1884–1956), Wirtschaftsbesitzer am Unter-Massing, 1945
- Franz Winter (1894–1980), Wirtschaftsbesitzer auf der Hinter-Hofstatt, 1945–1946
- Josef Niederer (1884–1956), Wirtschaftsbesitzer am Unter-Massing, 1946–1956
- Alois Fahrnberger (1895–1966), Wirtschaftsbesitzer am Fuchsstein, 1956–1965[5]
- Franz Größbacher (1916–1999), Gemeindesekretär, 1965–1987
- Friedrich Griesauer (* 1938), Wirtschaftsbesitzer am Hinter-Hehenberg, 1987–1999
- Ernst Langthaler (* 1941), Angestellter, 1999–2009
- Franz Größbacher (* 1957), Gemeindesekretär, 2009–2019
- Heinrich Putzenlechner (1958–2021), Wirtschaftsbesitzer auf der Au, 2019–2021
- Herbert Winter (* 1972), Wirtschaftsbesitzer am Mitter-Stein, ab 2021

### Städtepartnerschaften
Frankenfels ist Partnergemeinde von Hollstadt in Unterfranken.

## Hauptort der Gemeinde
Gemeindehauptort wie auch Ortschaft ist der Marktort Frankenfels. Er befindet sich etwa 32 Kilometer Luftlinie südwestlich von St. Pölten. Er liegt inmitten des Gemeindegebiets, auf etwa 460 m ü. A. Höhe im Tal des Nattersbachs, dem linksseitigen (westlichen) Nebengewässer der Pielach bei Pielachgegend, und erstreckt sich über etwas mehr als einen Kilometer bachab- und aufwärts der Kirche.
Die Ortschaft umfasst um die 120 Gebäude mit etwa 460 Einwohnern, das ist gut 1⁄5 der Gemeindebevölkerung.
Zum Zählsprengel Frankenfels-Zentralgebiet gehören auch noch fast die ganze Hofstadtgegend talauswärts, einige ortsnahe Häuser der Lehengegend, und der Gutteil der Rosenbühelrotte taleinwärts. Das umfasst um die 230 Gebäude mit etwa 900 Einwohnern (2⁄5 der Gemeindebevölkerung) und entspricht dem Talsiedlungsgebiet am unteren Nattersbach.
Durch das Ortsgebiet verlaufen hier das Tal entlang Pielachtal Straße (B39) und Mariazellerbahn, der Ort ist durch die Haltestelle Frankenfels angebunden.
Nachbarorte und -ortschaften
|                                    | Lehengegend (O)                             | Hofstadtgegend (O)   |
| Rosenbühelrotte (O)                | Kompassrose, die auf Nachbargemeinden zeigt | Falkensteinrotte (O) |
| Grassermühle Markenschlagrotte (O) | Stein Grasserrotte (O)                      |                      |

Stein, von der Statistik Austria als zerstreute Häuser klassiert, bezeichnet die vor Ort als Stein-Häuser geläufigen Objekte Unter-Stein, Mitter-Stein und Ober-Stein. Die Höfe wurden 1300 lateinisch als Super Lapide bezeichnet und teilten sich erst einige Jahrhunderte später auf.

## Wirtschaft und Infrastruktur
Nichtlandwirtschaftliche Arbeitsstätten gab es im Jahr 2001 71, land- und forstwirtschaftliche Betriebe nach der Erhebung 1999 162. Die Zahl der Erwerbstätigen am Wohnort betrug nach der Volkszählung 2001 1.019. Die Erwerbsquote lag 2001 bei 47,87 Prozent.

### Bildung
In der Gemeinde gibt es einen Kindergarten, eine Volksschule und eine Mittelschule.

### Verkehr
Eisenbahn

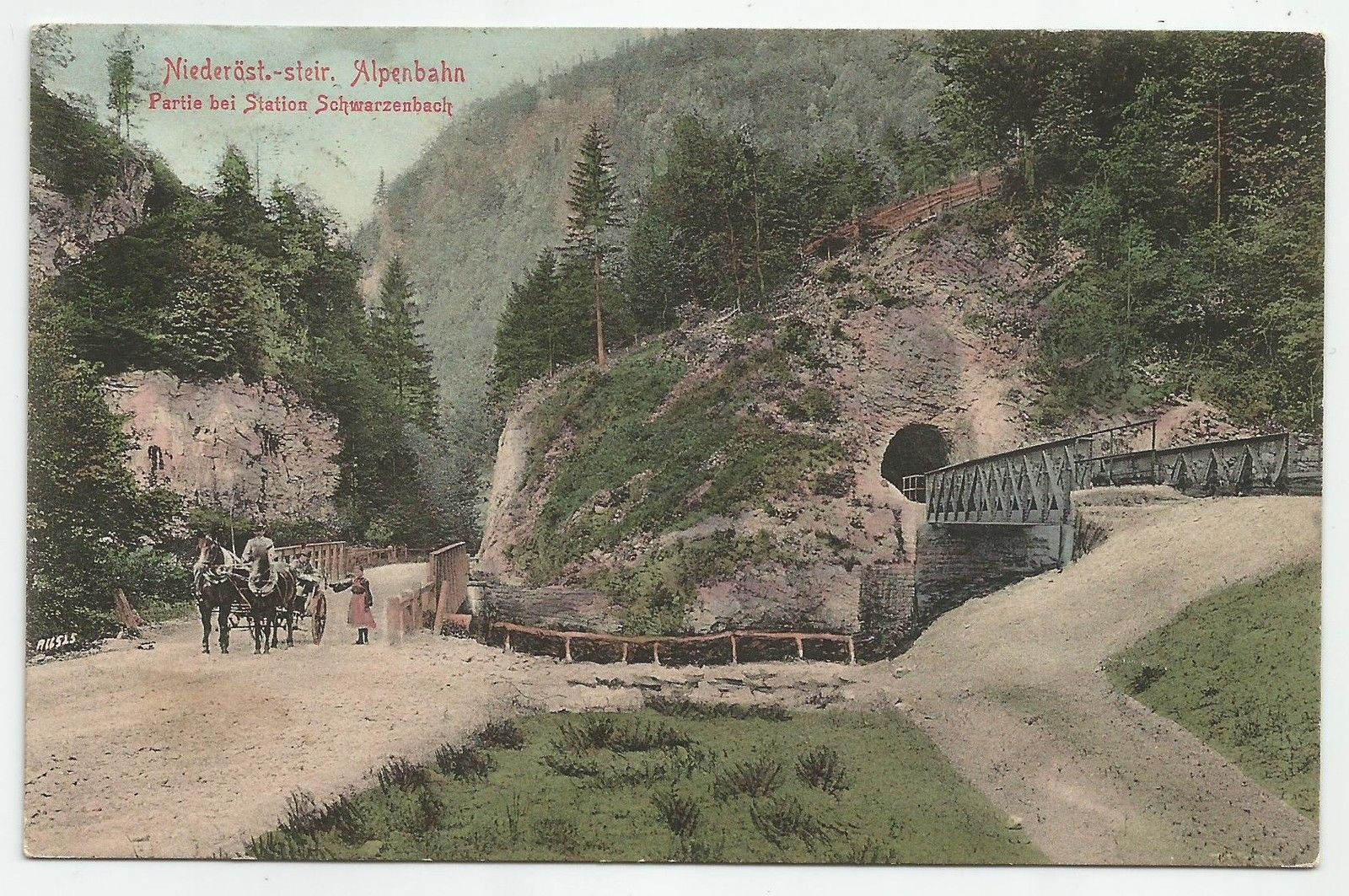
Straße und Mariazellerbahn noch vor der Elektrifizierung beim Gillus in Frankenfels, 1907

Durch Frankenfels führt die Mariazellerbahn, im Gemeindegebiet liegen die Bahnhöfe Schwarzenbach an der Pielach (in Hofstadtgegend), Frankenfels und Laubenbachmühle sowie die Haltestelle Boding (bei Pernarotte). Die Haltestelle Weißenburg wurde schon Mitte der 1920er Jahre aufgelassen, die Haltestelle Natterstal-Unter Buchberg wird seit 2010 nicht mehr planmäßig bedient. Die Strecke wird auf Frankenfelser Gemeindegebiet durch mehrere Tunnels und Brücken geführt.

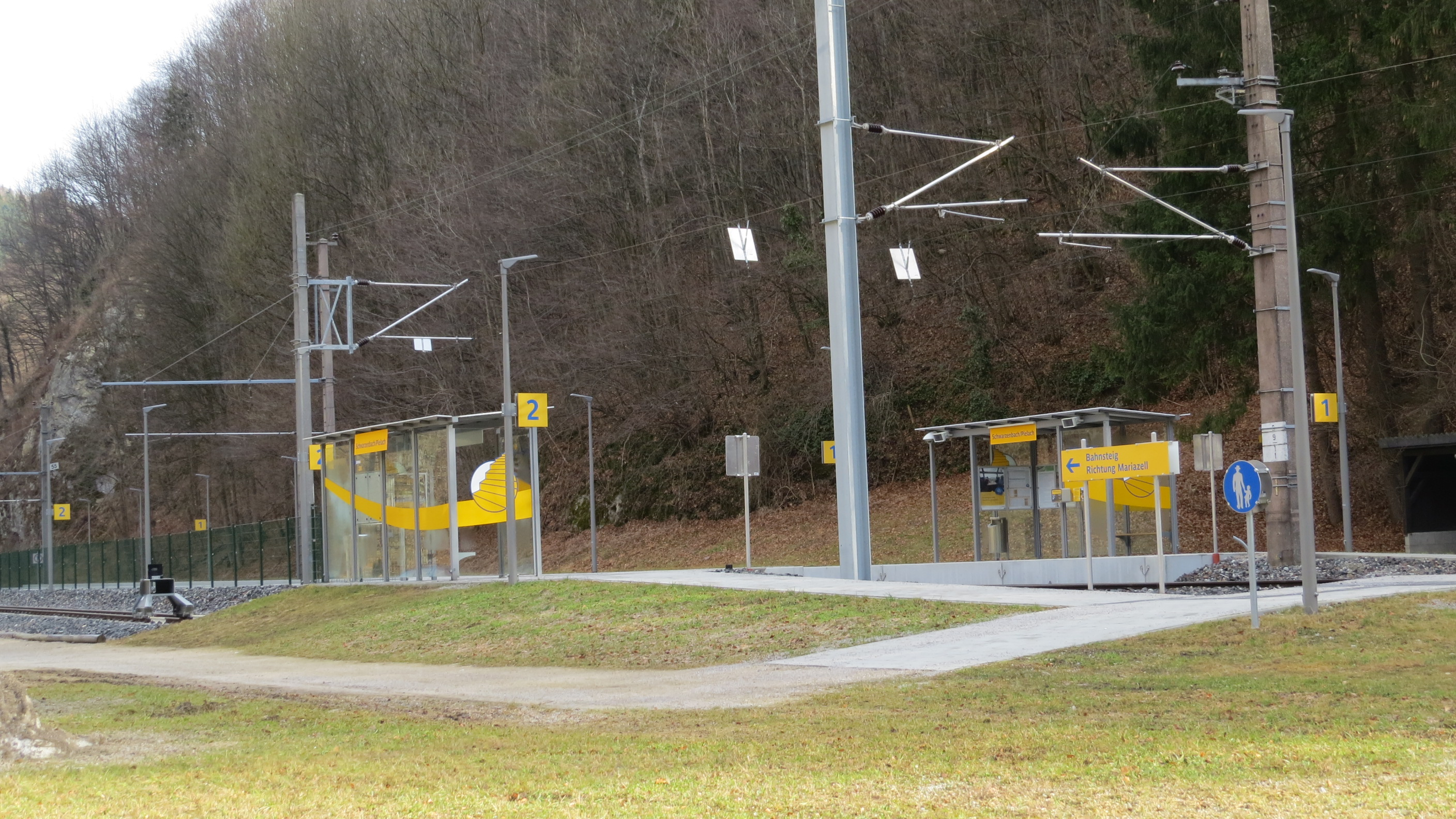
Haltestelle Schwarzenbach an der Pielach
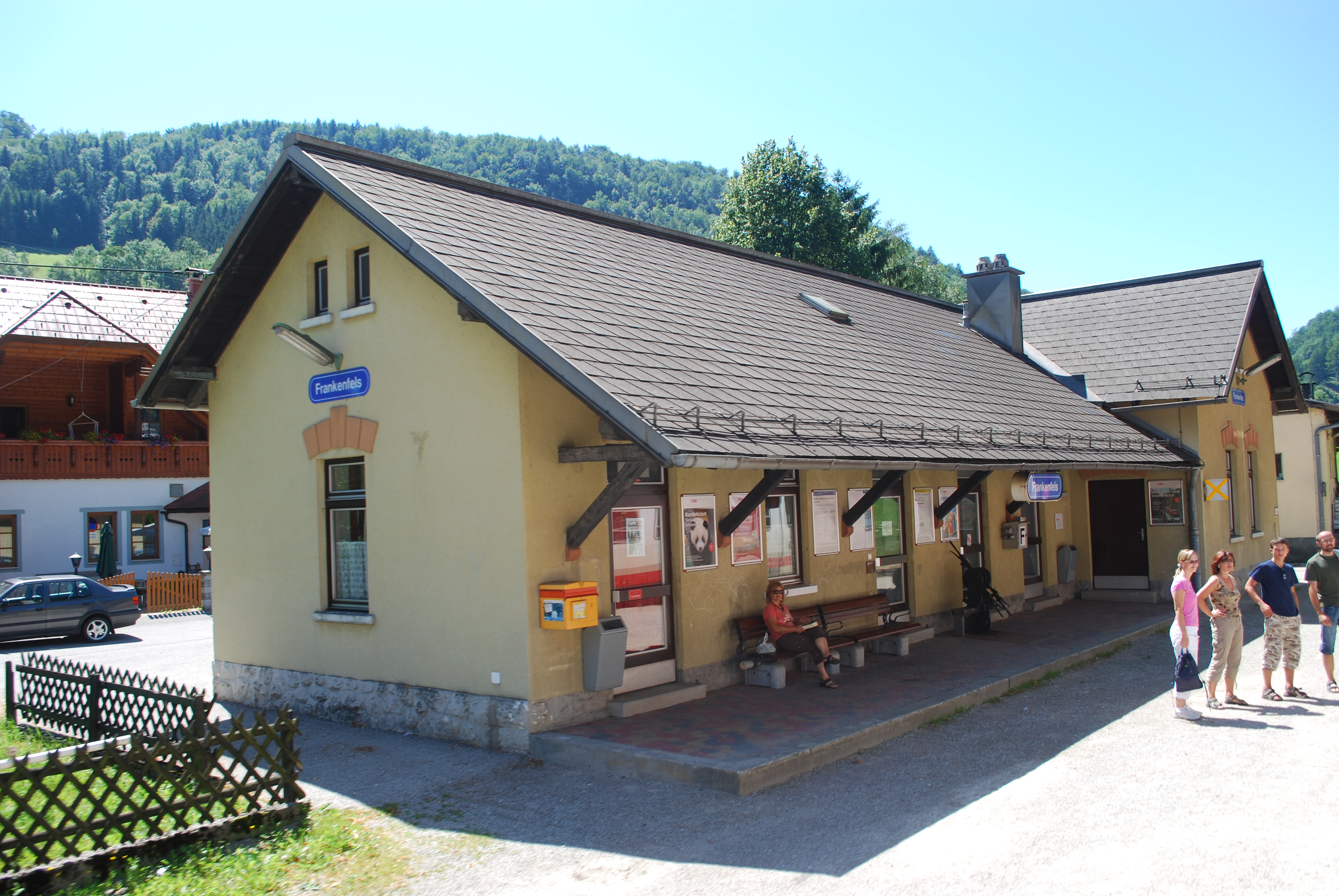
Aufnahmsgebäude des Bahnhofs Frankenfels
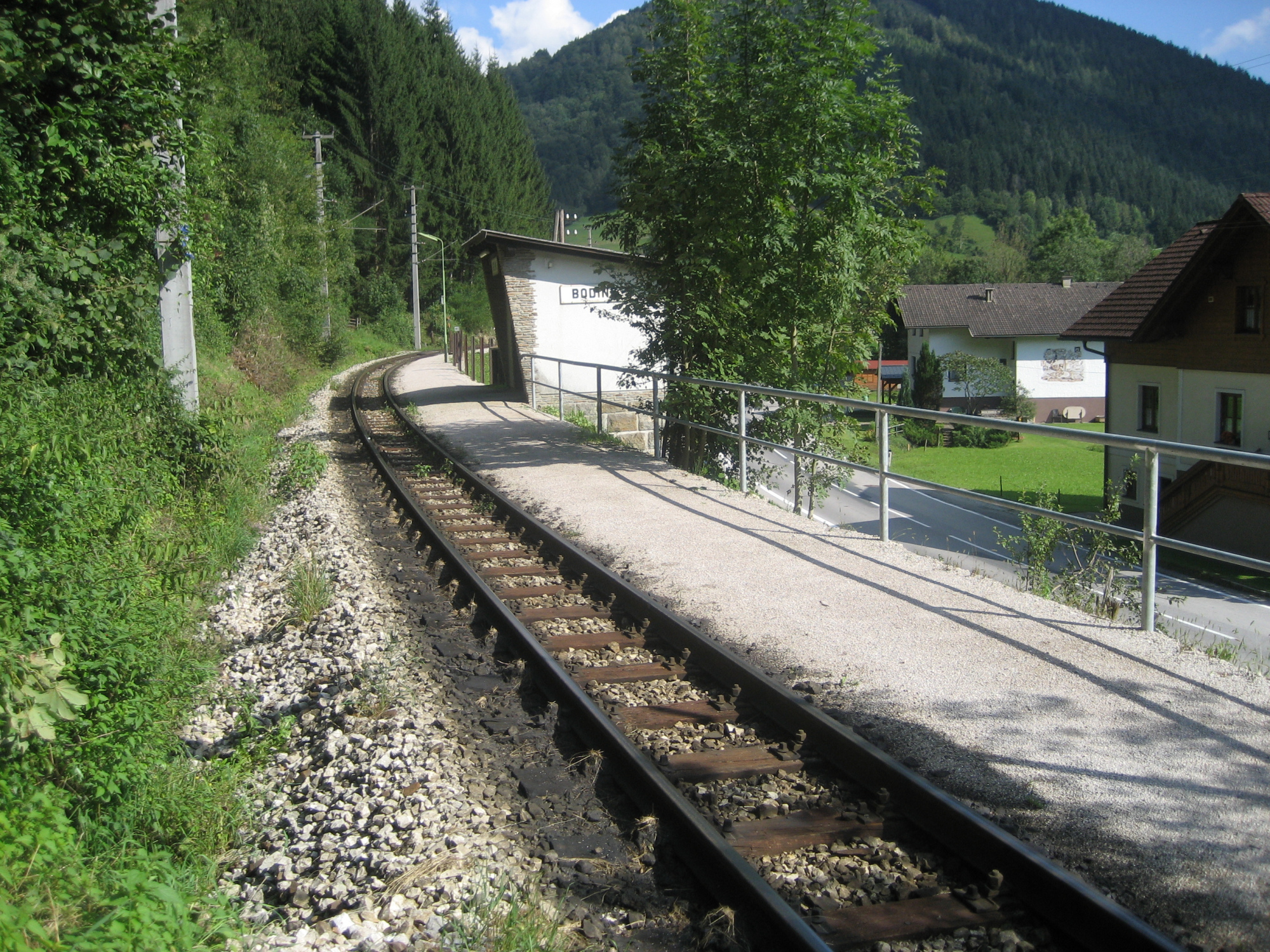
Haltestelle Boding
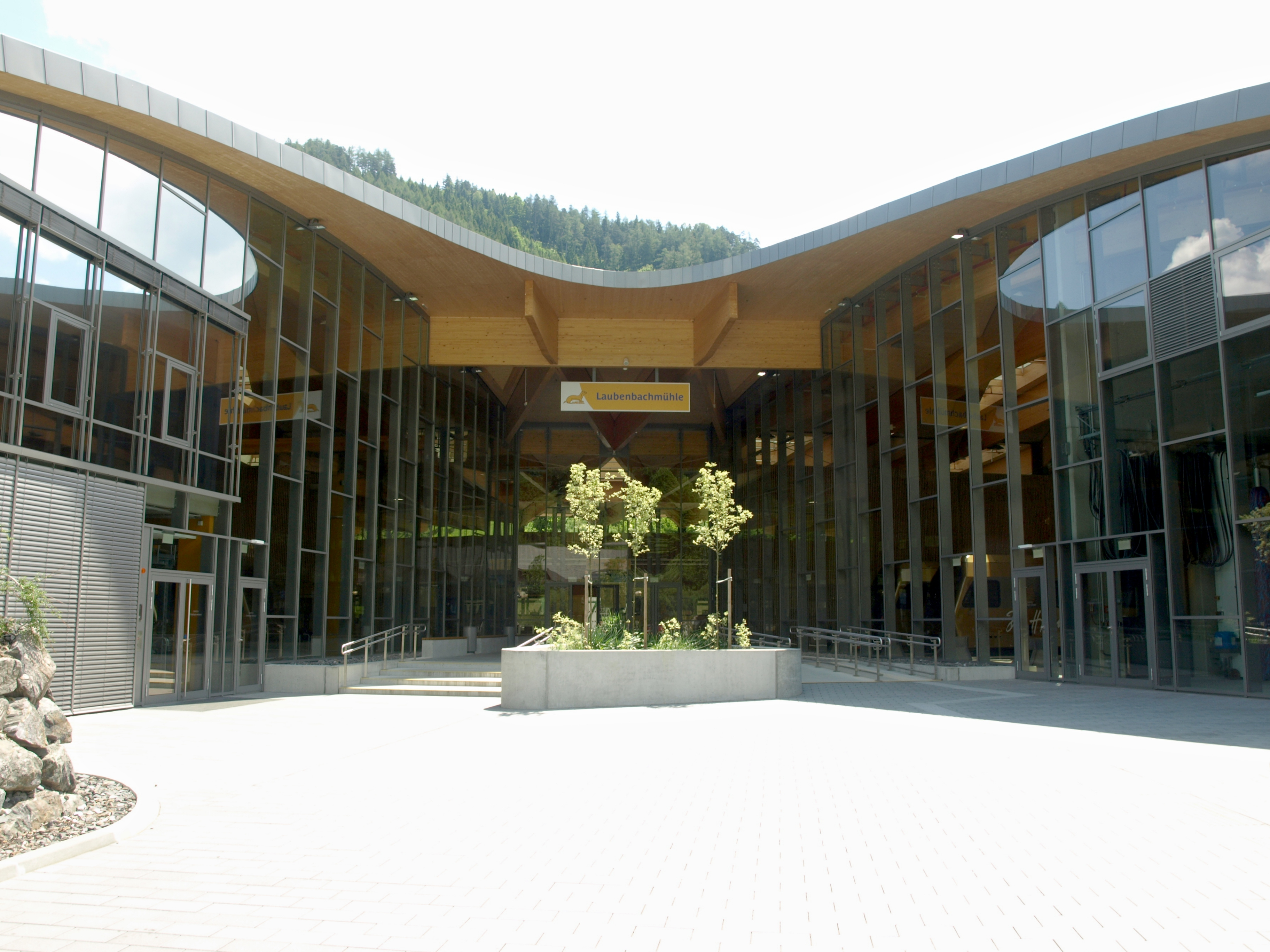
Eingang zum Betriebszentrum (Bahnhof Laubenbachmühle)
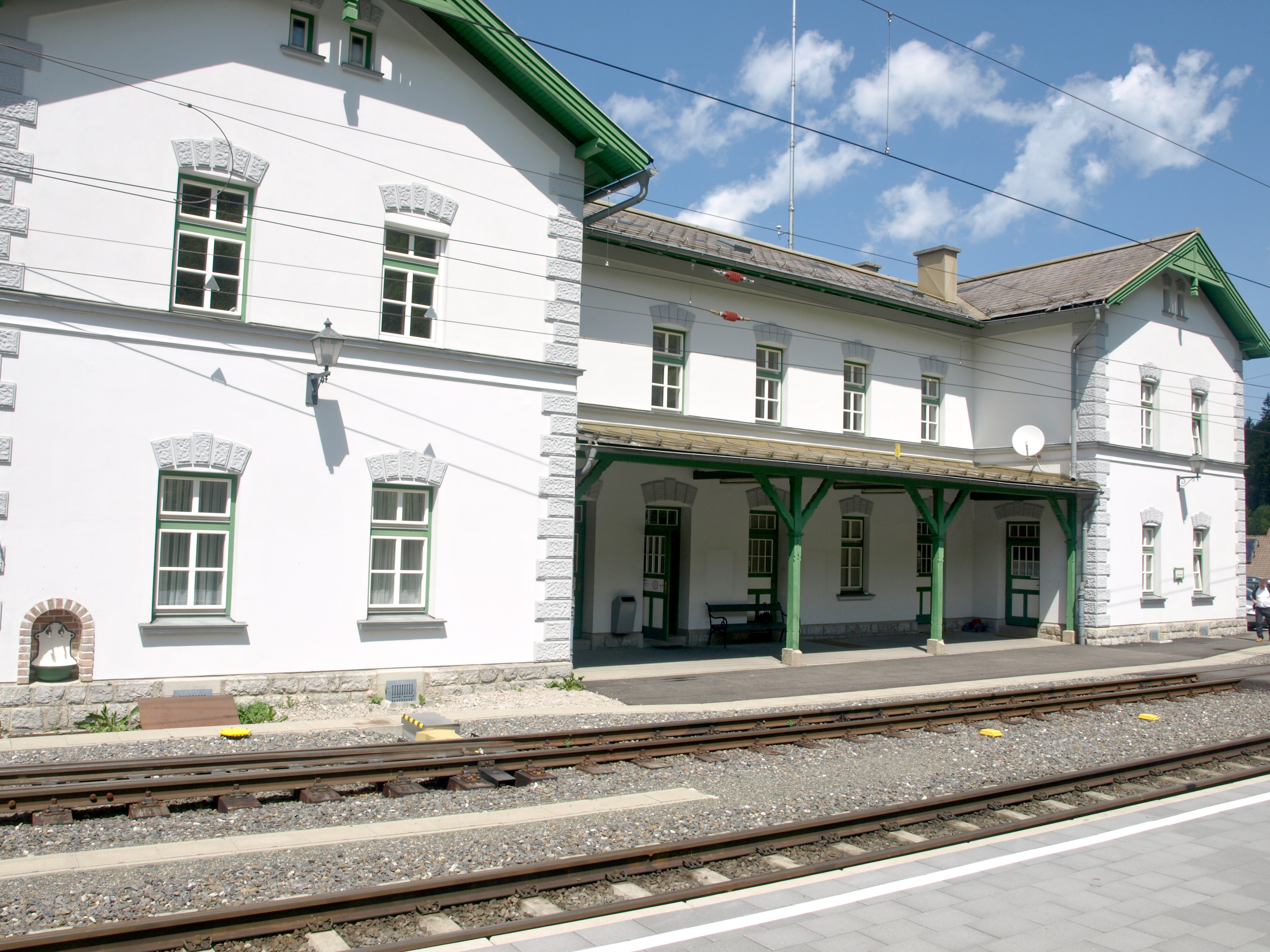
Altes Aufnahmsgebäude des Bahnhofs Laubenbachmühle, unter Denkmalschutz

Straße
An das höherrangige Straßennetz ist Frankenfels durch die B39 (Pielachtal Straße) angebunden.
Außerdem führen noch überregional bedeutende Landesstraßen über Weißenburg und Plankenstein nach Texing, sowie über Schwarzenbach an der Pielach und das Pielachtaler Gscheid nach Türnitz. Es gibt auch Verbindungen zum Schlagerboden und nach St. Gotthard. Es gibt auch 101 km Güterwege, die Großteils von Güterweggemeinschaften betreut werden (Stand: März 2018).

### Sicherheit und Soziales
Gesundheit
Frankenfels verfügt über einen praktischen Arzt mit eigener Hausapotheke sowie eine Fachärztin für Zahn- und Kieferheilkunde.
Seit 1961 existiert auch eine Ortsstelle des Arbeiter-Samariter-Bundes, welcher größtenteils von Mitgliedern der SPÖ Frankenfels gegründet wurde. Es sind für die Bevölkerung von Frankenfels und der unmittelbaren Umgebung drei Rettungsfahrzeuge im Einsatz (Stand 2022), wobei der Fuhrpark zuletzt 2021 mit einem neuen Rettungswagen ergänzt wurde. Für die Frankenfelser Rettungsstelle sind etwa 50 Sanis aktiv und man verfügt über knapp 300 unterstützende Mitglieder. Außerdem sind stets zwei bis fünf Zivildienstleistende im Rettungs- und Krankentransport engagiert. Die Jahresgesamtleistung der Dienststelle beträgt derzeit rund 180.000 Kilometer bei knapp 3.600 Ausfahrten. Bis 2030 soll die Rettungsstelle zu einem Stützpunkt vom „Typ C“ umgebaut werden, was erweiterte Anforderungen an Personal, Ausrüstung und Einsatzgebiet mit sich bringen wird, den Standort in der Rettungslandschaft zudem langfristig sicherstellen soll.
Daneben gibt es auch die Volkshilfe und Essen auf Rädern in Frankenfels.
Feuerwehr
In Frankenfels existiert seit 1883 die Freiwillige Feuerwehr Frankenfels. Gründer und erster Feuerwehrhauptmann war Bürgermeister Josef Pögner. Auf Grund der großen Gemeindefläche und der dadurch exponierten Lage der vor allem landwirtschaftlichen Objekte entstand am 1. Jänner 1938 die Filiale Weißenburg in der Weißenburggegend, die anfangs die Stärke einer Gruppe hatte und später ab 1. Jänner 1970 ein abgesetzter Zug war. Aus dieser später in der Tiefgrabenrotte stationierten und ab 1986 mit Feuerwache Weißenburg bezeichneten Einheit entstand am 7. Mai 2017 die neu gegründete Freiwillige Feuerwehr Weißenburg.
In der Hofstadtgegend gibt es auch ein Katastrophenschutzlager.
Am 21. November 1992 wurde in Frankenfels die Feuerwehrjugend gegründet und bei der Jahreshauptversammlung im Jahre 1993 vorgestellt.

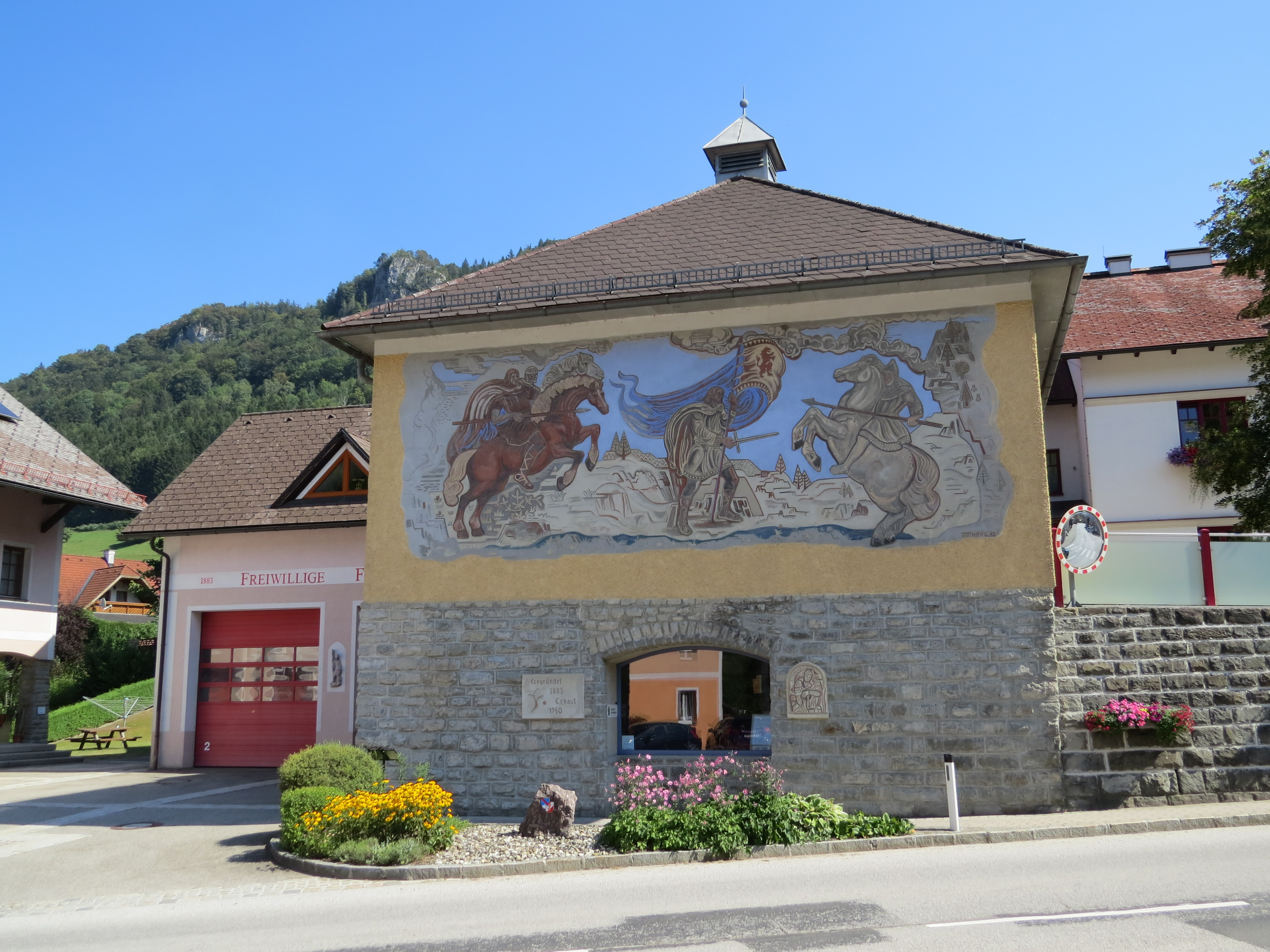
Gemeindebau mit dem 1948 von dem St. Pöltner akademischen Malers Josef Zöchling erschaffenen Sgraffito (2017). Das Bild soll die legendäre Gründungssage von Frankenfels darstellen. Von Lokalpolitikern, Lehrern und Eltern wurde die Sage konstruiert, dass Frankenfels von den Franken gegründet wurde. Wie ein Fels verhinderten die Franken das Vordringen der Awaren. Als Dank belehnte der Kaiser einen Franken mit der Herrschaft Weissenburg. Im Keller befindet sich heute das Feuerwehrmuseum der Freiwilligen Feuerwehr Frankenfels. Im Obergeschoß sind unter anderem Proberäume der Musikvereine eingerichtet.

2008 wurde auf Initiative von Erich Gonaus, Leiter des Verwaltungsdienstes der Freiwilligen Feuerwehr Frankenfels, ein Museum errichtet, das 2009 feierlich eröffnet wurde. Folgende Exponate sind derzeit ausgestellt:
- Gründerspritze (Hydrophor) (1883)
- Hakenleiter (1883)
- Großer Hydrophor auf Pferdewagen (1898)
- Holzwinde (um 1900)
- Tragbahre (1928)
- Feuerwehrmotorrad (1955)
- Land Rover mit Tragkraftspritzenanhänger (1957)
- Rettungskoffer (1945)
- Fünf Tragkraftspritzen
- Leinen-, Leder- und Löscheimer
- Kommunikationsgeräte
- Bekleidungen
- Orden, Ehrenzeichen und Abzeichen

Kommandant der Freiwilligen Feuerwehr Frankenfels ist Thomas Wutzl, Kommandant der Freiwilligen Feuerwehr Weißenburg ist Christoph Prammer.

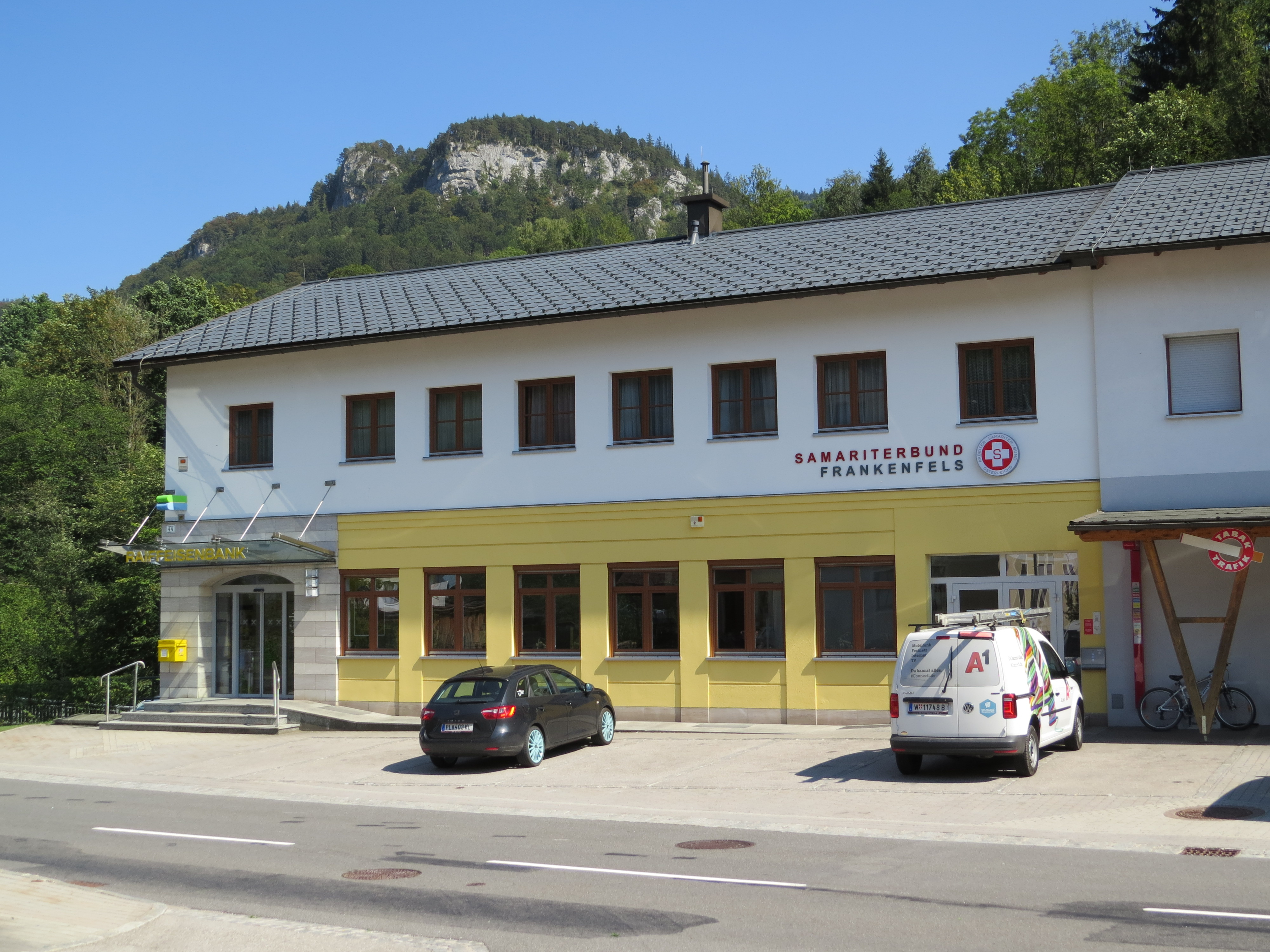
ASBÖ Frankenfels und Raiffeisenbank, dahinter die Falkensteinmauer (2018)
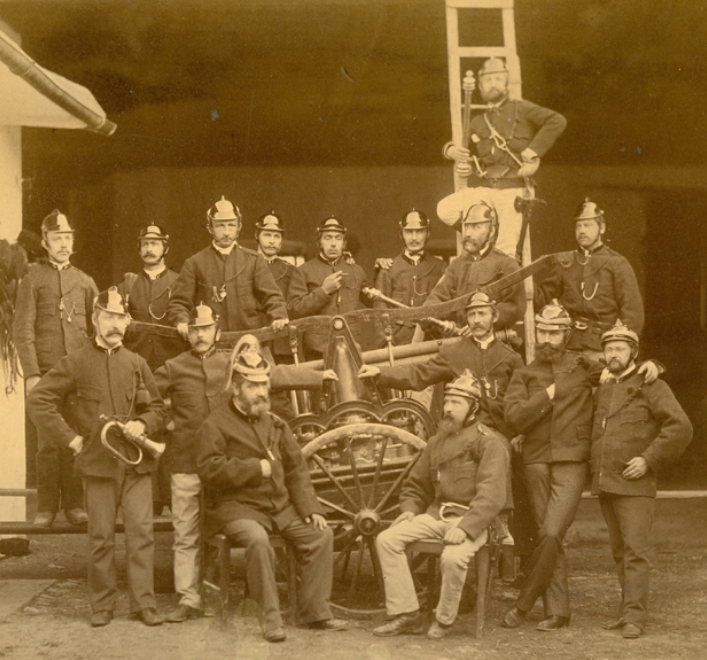
Gründungsfoto der Freiwilligen Feuerwehr Frankenfels (1883)
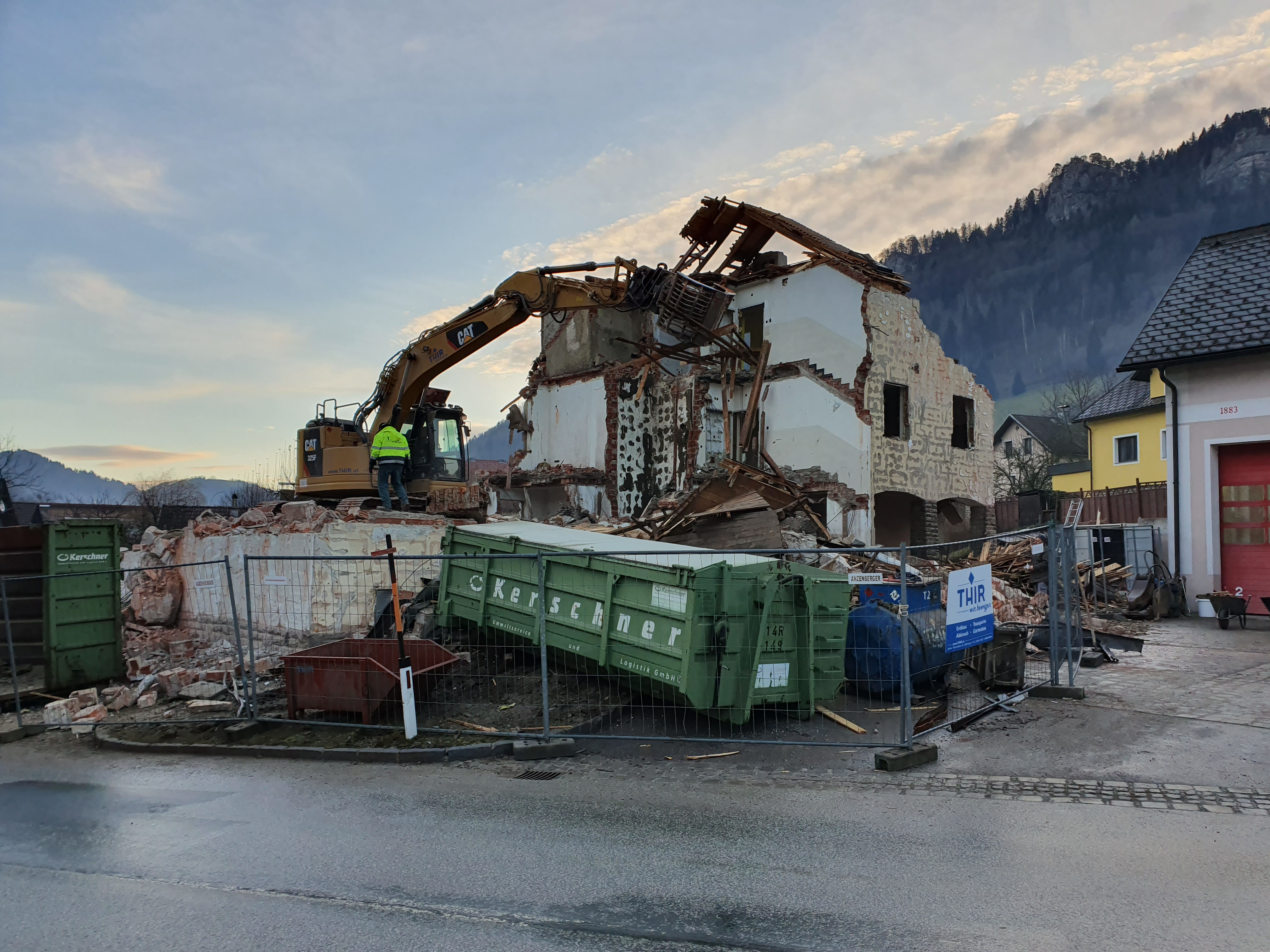
Das Feuerwehrhaus der Freiwilligen Feuerwehr Frankenfels wurde abgerissen und von 2020 bis 2022 neu gebaut.
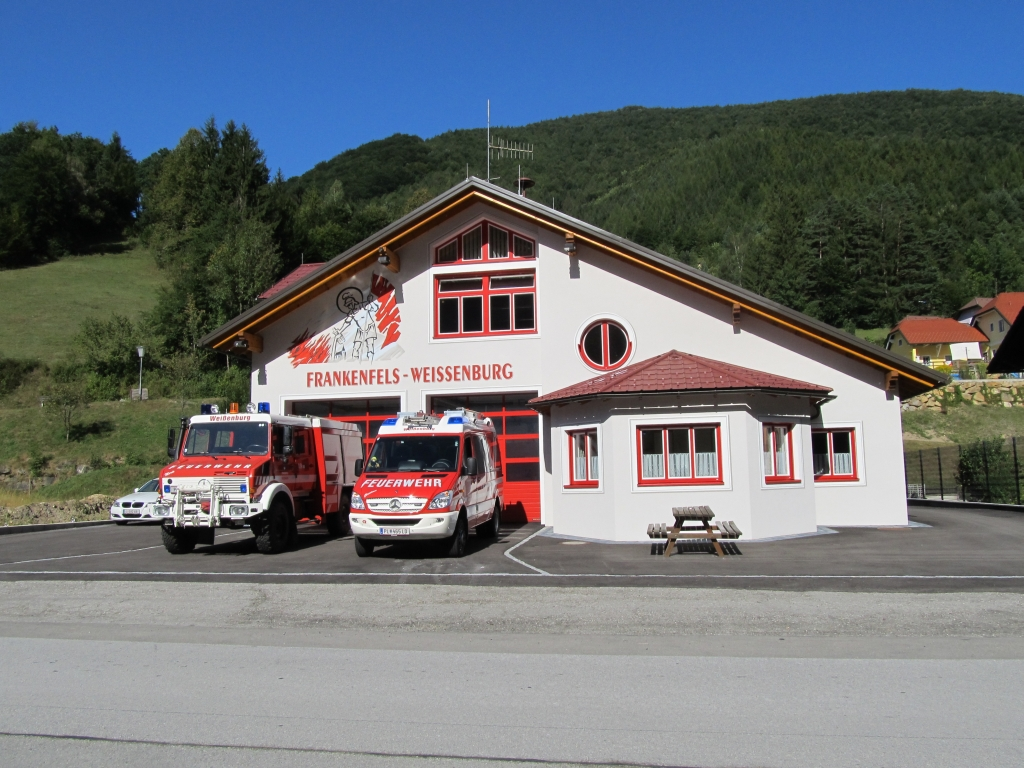
Feuerwehrhaus der Freiwilligen Feuerwehr Weißenburg in der Tiefgrabenrotte, welches von 2009 bis 2012 auf Basis des 1980 errichteten Feuerwehrhauses saniert und erweitert wurde (2012)
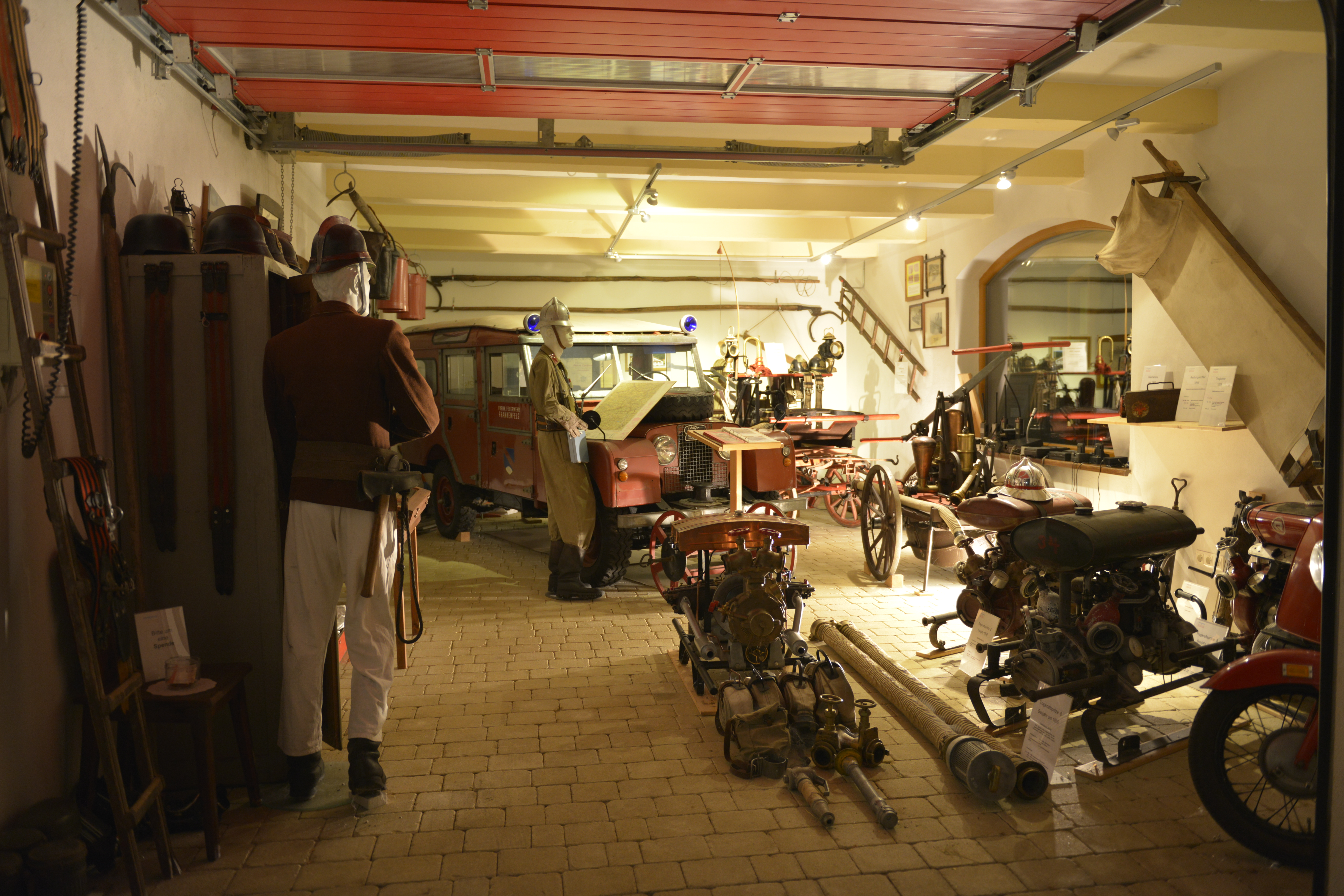
Innenansicht des Feuerwehrmuseums in Frankenfels (2017)

## Kultur und Sehenswürdigkeiten

### Bauwerke

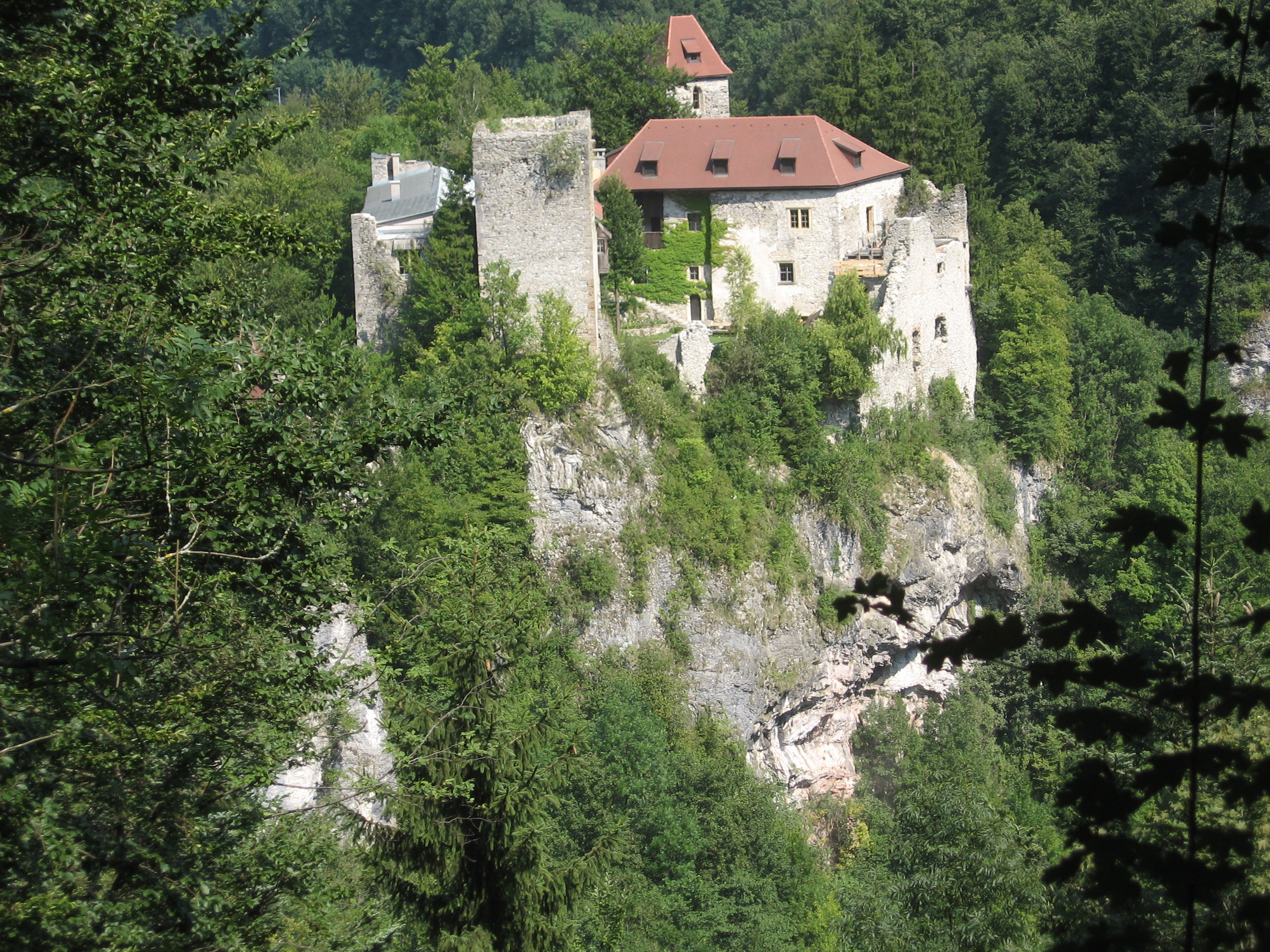
Burg Weißenburg, fotografiert vom Annakreuz

Sehenswerte Bauwerke sind die Burg Weißenburg, das Schwabeck-Kreuz (eigentlich schon auf Texinger Gebiet), die Grassermühle, das Annakreuz, sowie andere Kapellen und die Pfarrkirche Frankenfels. Neu errichtet wurde der Bahnhof und Betriebsstützpunkt der Mariazellerbahn, der Bahnhof Laubenbachmühle.

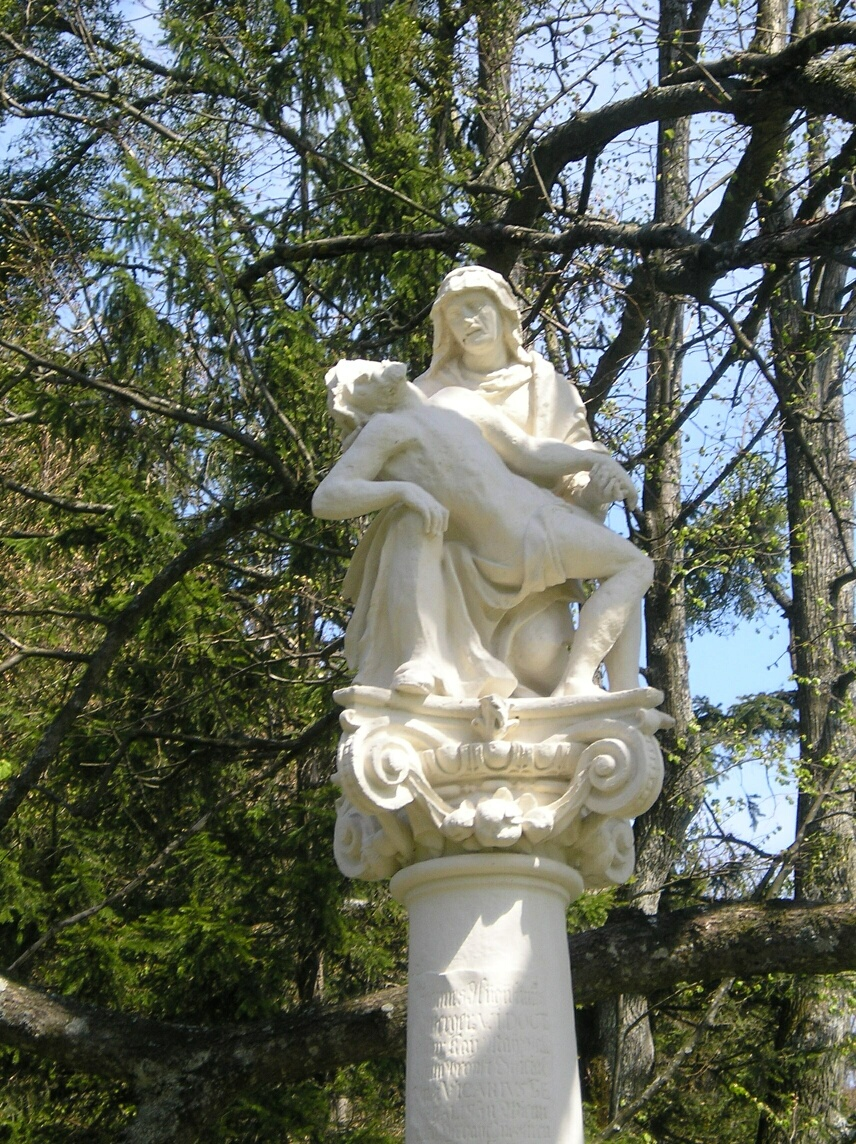
Das Schwabeck-Kreuz
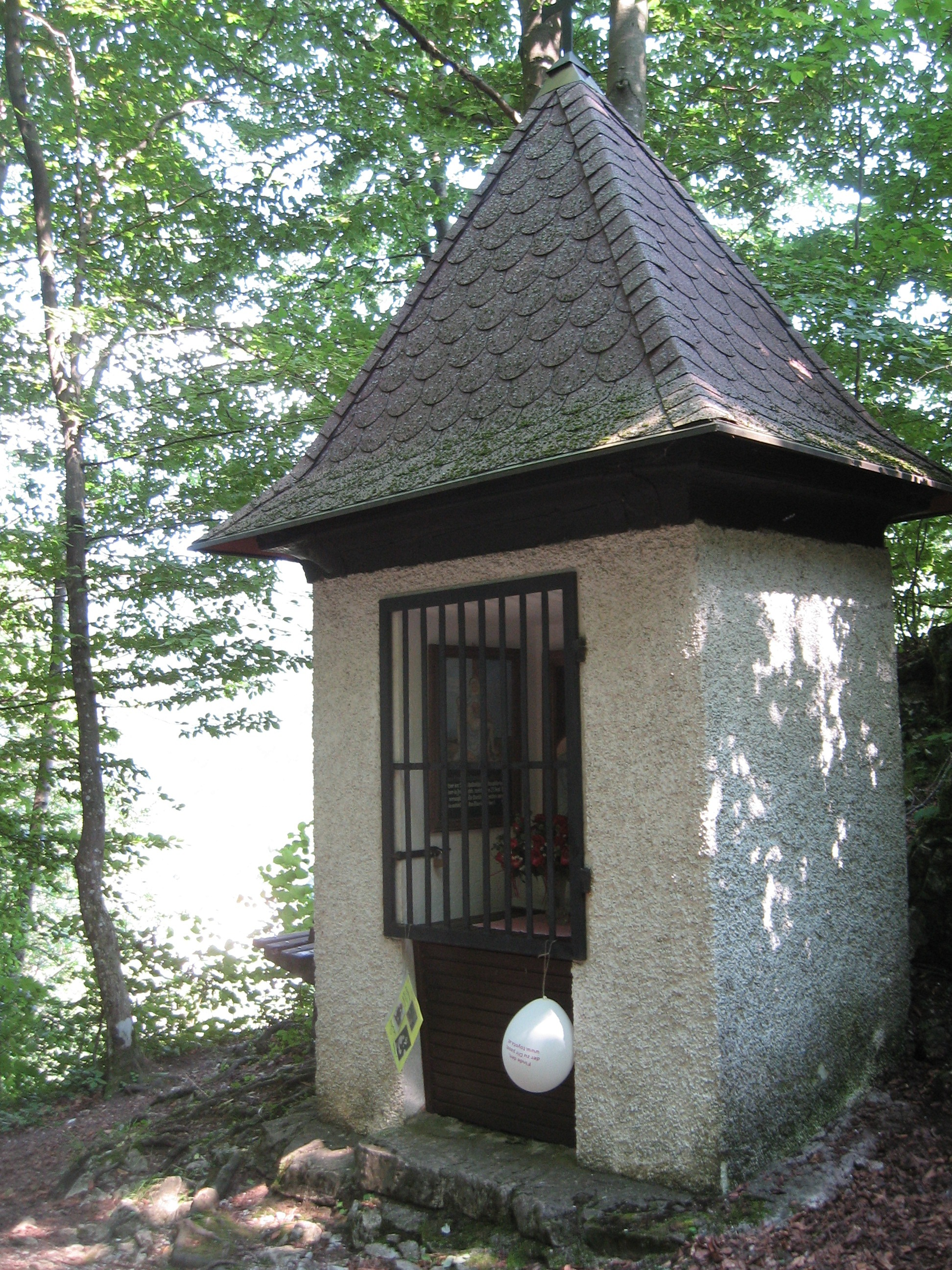
Das Annakreuz

### Naturattraktionen

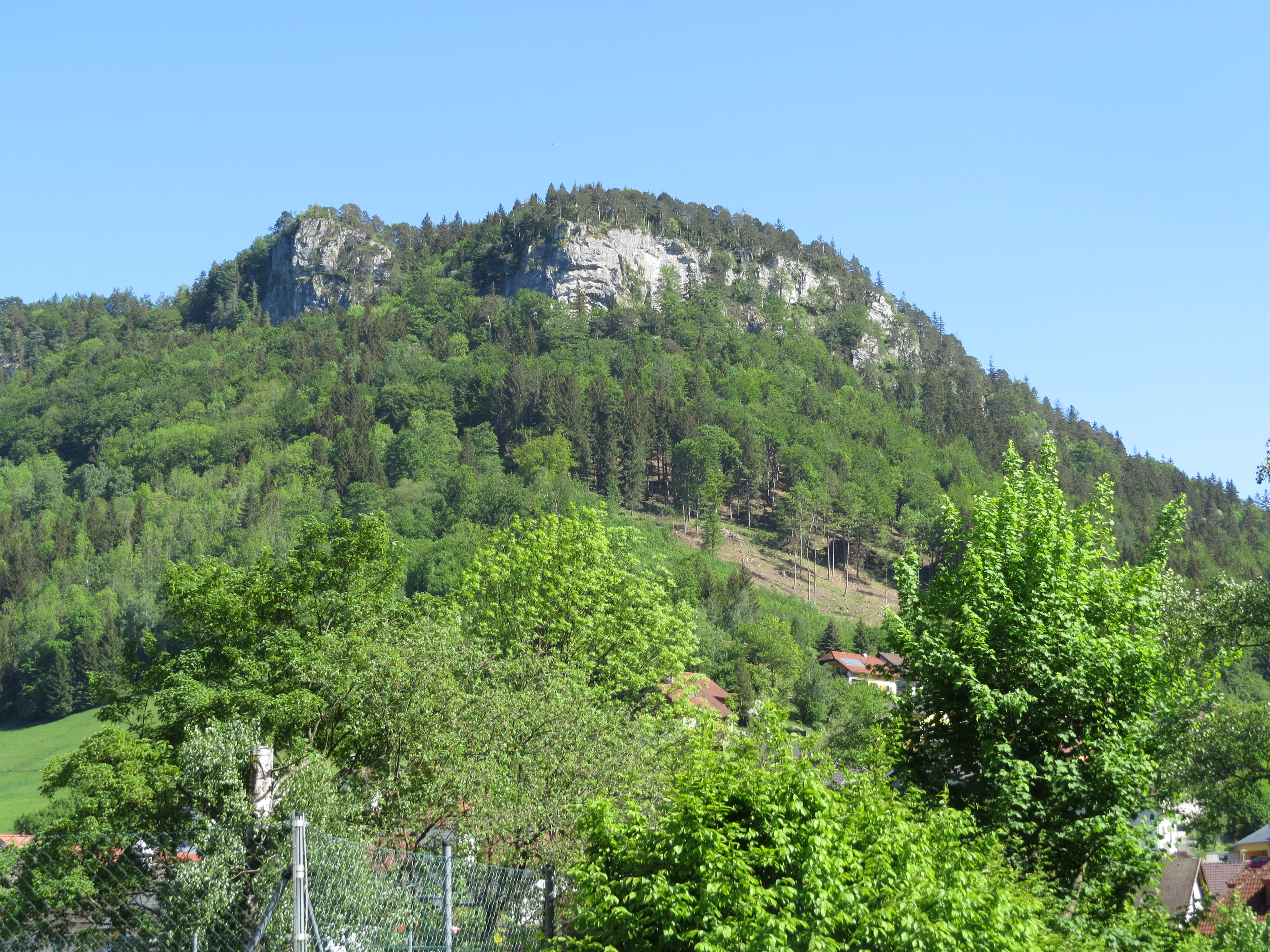
Die Falkensteinmauer, das Wahrzeichen von Frankenfels über dem Markt Frankenfels (2018)

In Frankenfels gibt es an Naturattraktionen die Nixhöhle, als Schauhöhle ausgebaut, die dominante Falkensteinmauer sowie die Taubenbachklamm.

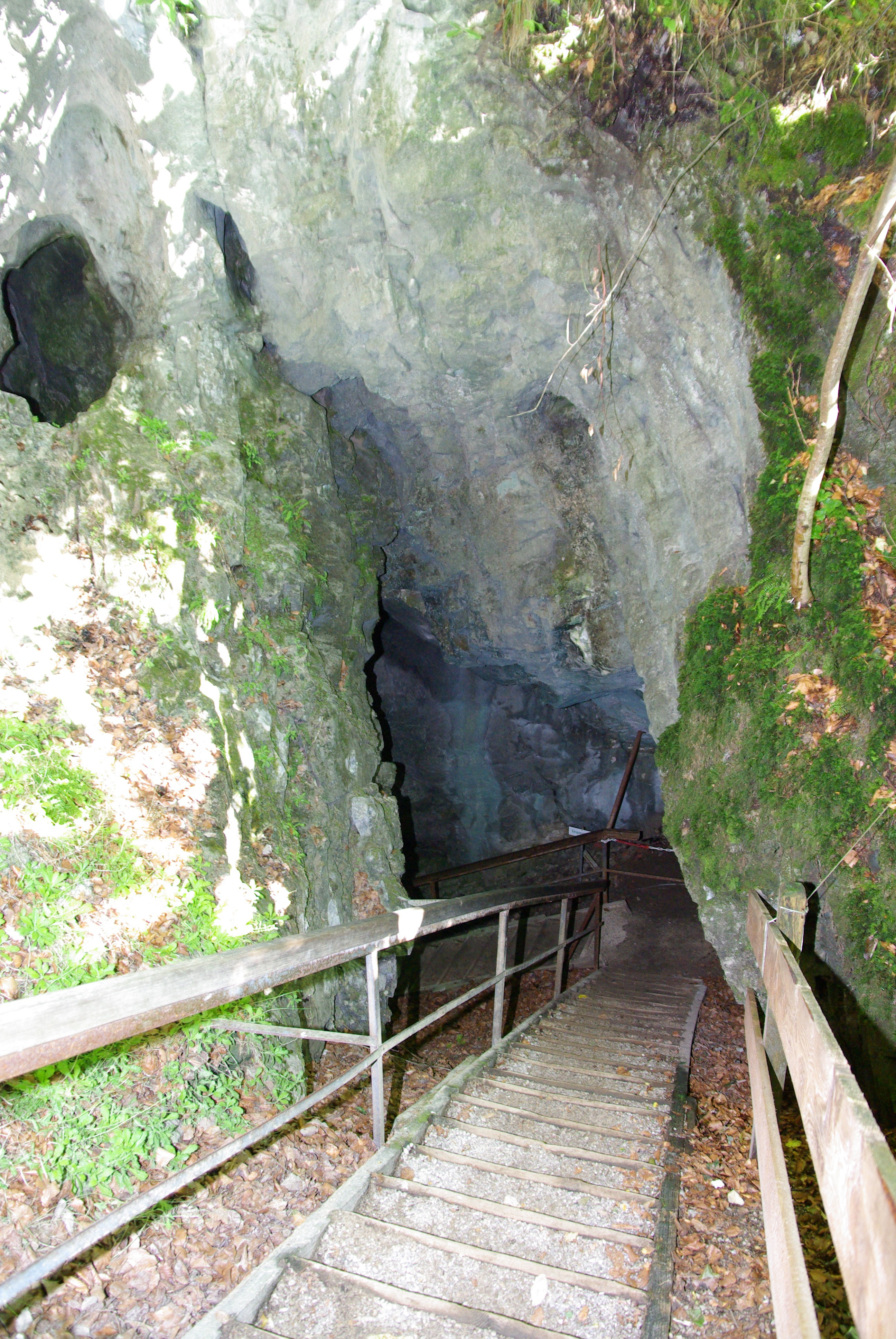
Die Nixhöhle

### Tourismus und Freizeiteinrichtungen
- Bergbauernmuseum Hausstein
- Mariazellerbahn
- Frankenfelser Baumkreis
- Hotelanlage Steinschaler Dörfl

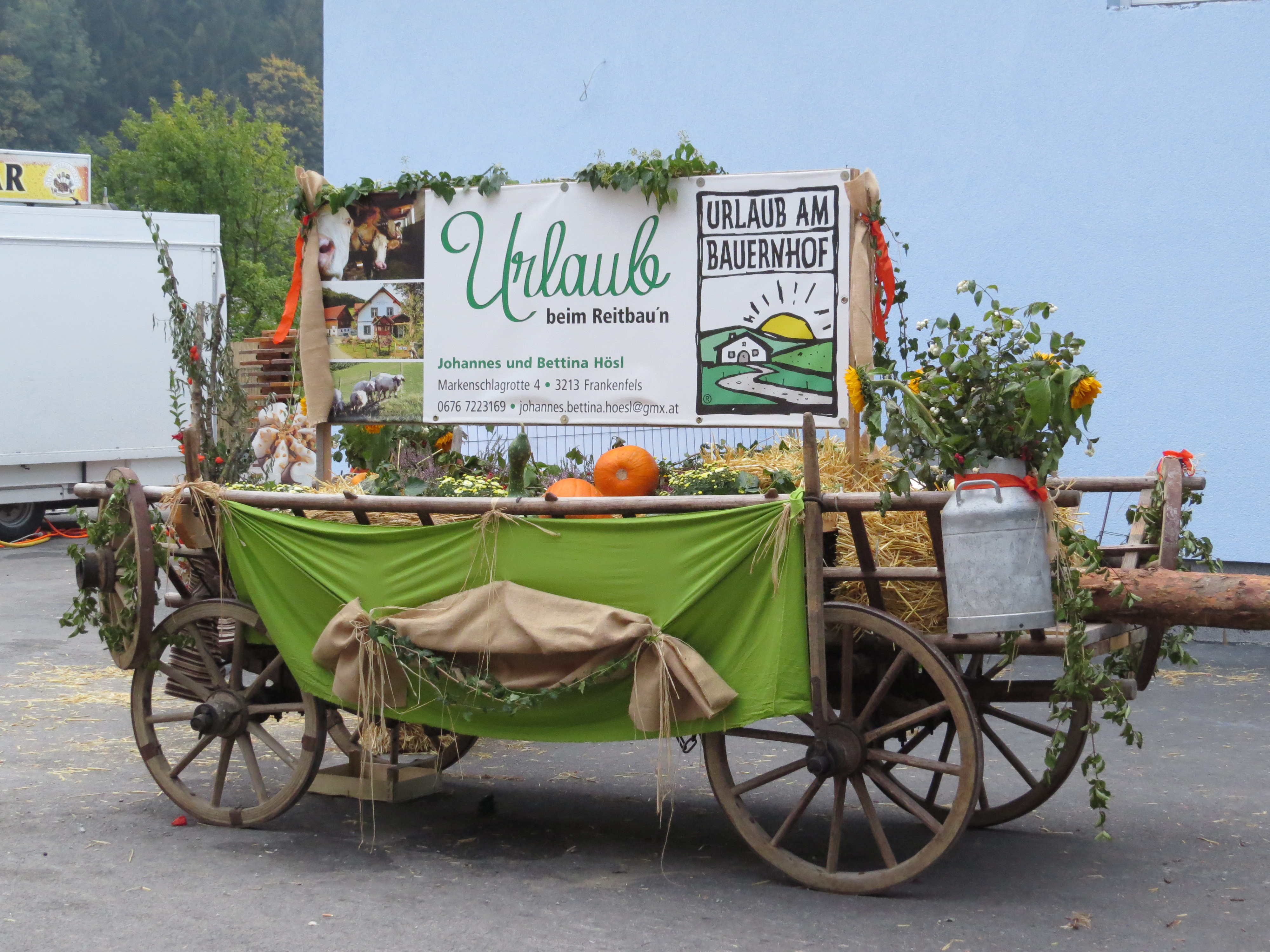
Geschmückter historischer Ladewagen als Werbung für Urlaub am Bauernhof am Bahnhof Frankenfels (2017)

Neben markierten Spazier- und Wanderwegen werden in Frankenfels noch folgende Freiluftaktivitäten angeboten: Die Klettergärten bei der bis zu 80 m hohen Falkensteinmauer, beim Schrambach, beim Gillus und beim Anglbach; Naturlehrpfade; Mountainbikestrecken; Naturrodelbahnen; Freibad Frankenfels; Beachvolleyballplatz; Wildgehege.
Es gibt auch einige Betriebe, die Urlaub am Bauernhof anbieten.

### Kulturleben

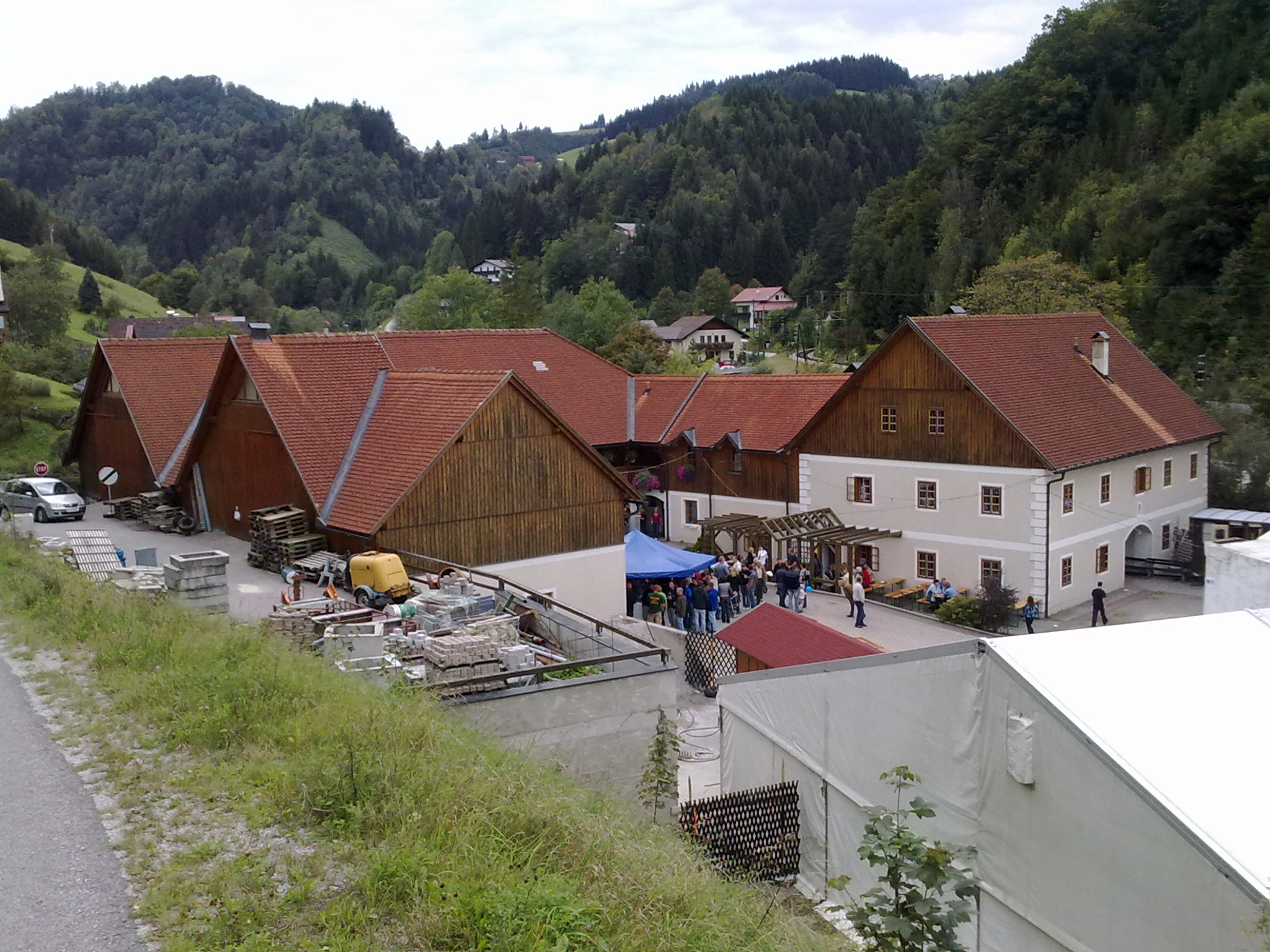
Die Grassermühle in Frankenfels beim Frankenfelser Feuerwehrfest am 6. September 2009

Wie in vielen anderen Gemeinden der Region wird das Kulturleben stark von der Aktivität lokaler Vereine und Organisationen geprägt.
- Trachtenmusikverein Frankenfels, 1924 aus der Kapelle Hölzl hervorgegangen und 1959 gegründet.[13]
- Musikverein Ötscherland
- Die Landjugend Frankenfels veranstaltet regelmäßig die sogenannten Bauerntheater in Frankenfelser Gastronomiebetrieben.

#### Regelmäßige Veranstaltungen
Es finden alljährlich Bälle, Mittwochsveranstaltungen mit regionalen kulinarischen Spezialitäten und Zeltfeste der Vereine und Ortsorganisationen statt (z. B. die Feuerwehrfeste). Regelmäßig finden auch Fußwallfahrten nach Mariazell (über Schwarzenbach an der Pielach) und nach St. Gotthard über das Schwabeck-Kreuz bei der Tiefgrabenrotte in Weißenbach statt.
Im 5-Jahres-Takt wird Frankenfels zudem Schauplatz des 'Pielachtalter Dirndlkirtags', eine regionale Großveranstaltung, die jährlich abwechselnd in einer anderen Ortschaft des Pielachtals stattfindet. Zuletzt ging der Frankenfelser Dirndlkirtag 2017 über die Bühne, wo die offizielle Besucherzahl laut Veranstalter und Gemeinde bei 15.800 lag.

#### Sport
Der Fußballclub Union Raika Frankenfels, 1980 gegründet, ist mit der Kampfmannschaft in der 2. Klasse Traisental/Alpenvorland spielberechtigt. Zudem nennt der FCU derzeit vier Nachwuchsteams von U8 bis U14.
Der Schützenverein Frankenfels, 1965 gegründet, schießt in der Landesliga. Der UTC Frankenfels 1983, die Tennis-Sektion der Sportunion Frankenfels, stellt aktuell drei Teams (Damen, Herren, Herren II) in den Kreisligen der NÖTV-Mannschaftsmeisterschaft. Darüber hinaus sind mehrere andere sportliche Aktivitäten, wie z. B. der Wintersport, in Vereinen und Clubs organisiert.
In der Hofstadtgegend gibt es einen Skilift. Seit Dezember 2011 gibt es in Frankenfels einen Fanclub für ÖSV-Profi Marc Digruber, der im Frankenfelser Fischbachgraben wohnt.

## Persönlichkeiten
sortiert nach Geburtsdatum:
- Josepha Werndl (1806–1867), Ehegattin vom Waffenproduzent Leopold Werndl und Mutter des Großindustriellen Josef Werndl
- Johannes Fahrngruber (1845–1901), Theologieprofessor, Heimatforscher, Kunsthistoriker und Gründer des St. Pöltner Diözesanmuseums
- Siegfried Stockmayer (1868–1933), Mediziner, Botaniker und Gemeindearzt von Frankenfels
- Hugo Jury (1887–1945), Gemeindearzt, nationalsozialistischer Aktivist in St. Pölten und ab 1938 NSDAP-Gauleiter des Reichsgaues Niederdonau[16]
- Leo Tschöll (1893–1980), Unternehmer und Judenretter hatte in Frankenfels einen Zweitwohnsitz
- Franz Niederer (1903–1948), Musiker, Gründer mehrerer Musikformationen und Opfer eines Amoklaufes
- Josef Stangl (1911–1966), Pfarrer und Widerstandskämpfer
- Franz Größbacher (1916–1999), Bürgermeister, Feuerwehrkommandant und Bezirksobmann des Niederösterreichischen Blasmusikverbandes
- Anton Wicho (1924–1960), Skirennläufer
- Anton Gollubitsch (1928–1980), Skibob-Senioren-Weltmeister von 1971
- Franz Niederer (1929–2019), Musiker und Professor
- Bernhard Gamsjäger (* 1949), Autor mehrerer lokal- und regionalgeschichtlicher Bücher, Theodor Körner-Preisträger, Kulturpreisträger des Landes NÖ 1989 und 2010 und Ehrenbürger.
- Stefan Zapotocky (* 1952), Wirtschaftsmathematiker, Finanzexperte, Entrepreneur, Organist und ehemaliger Vorstand der Wiener Börse, Mitbesitzer der Burg Weißenburg
- Franz Rußwurm (* 1956), Feuerwehrkommandant und Kommandant des Feuerwehrabschnitts Kirchberg an der Pielach
- Helmut Seidl (* 1961), Extrem-Bergsteiger, er bestieg am 26. Juli 2006 den Gasherbrum II
- Ernst Langthaler (* 1965), Historiker, Universitätsprofessor, Kulturpreisträger des Landes NÖ 2004 und 2005
- Martin Neubauer (* 1973), Schachspieler und -trainer
- Hermann Weidinger (* 1981), österreichischer Special Olympics-Sieger
- Norbert Prammer (* 1982), Schauspieler
- Josef Kugler (* 1984), Radsportler
- Bettina Weidinger (* 1985), österreichische Special Olympics-Siegerin und Special Needs-Torfrau des SKN St. Pölten, als Bundesliga-Sieger 2021 als beste Torfrau geehrt
- Christian Schagerl (* 1986), Koch
- Marc Digruber (* 1988), Skirennläufer
- Sascha Fahrngruber (* 1989), Fußballspieler in der Ersten Liga (SKN St. Pölten, SKU Amstetten und SK Vorwärts Steyr)